# Neoestoicismo

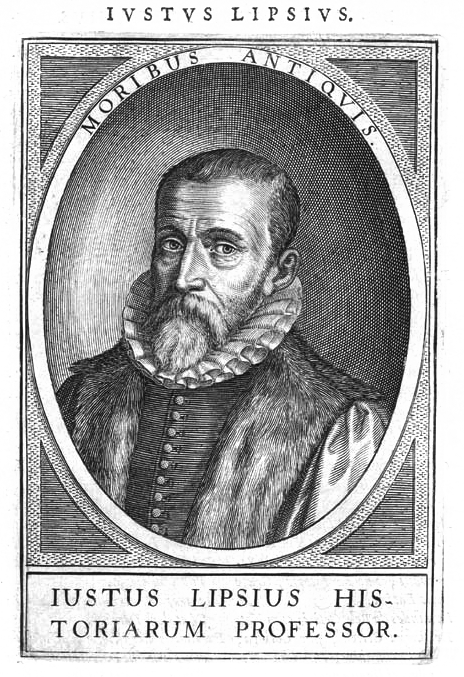
Justo Lípsio, figura proeminente do neoestoicismo

O neoestoicismo foi um movimento filosófico resultante de sincretismo entre o estoicismo e o cristianismo.

## Lípsio
O neoestoicismo teve como figura proeminente o humanista flamengo Justo Lípsio, que em 1584 apresentou os princípios do movimento, na sua obra De constantia, um diálogo entre Lípsio e o seu amigo Charles de Langhe.
No diálogo, Lípsio e de Langhe exploram aspectos sobre dilemas políticos contemporâneos, com referência ao estoicismo pagão e da Grécia Antiga, em particular às encontradas nos escritos em latim de Séneca. Posteriormente desenvolveu o neoestoicismo nos seus tratados Manductio ad stoicam philosophiam (Introdução à Filosofia Estoica) e Physiologia stoicorum (Física dos Estoicos), ambos publicados em 1604.
O neoestoicismo é uma filosofia prática que afirma que a regra básica de uma boa vida é a de que o ser humano não se deve submeter às paixões, mas sim a Deus. O neoestoicismo reconhece quatro paixões: ganância, felicidade, medo e o pesar. Apesar de o ser humano possuir livre arbítrio, tudo o que acontece está sob o controlo de Deus e tende finalmente para o bem. O ser humano que cumpre esta regra é livre, isto porque não subjugado pelos instintos. Ele também é sereno porque todos os prazeres materiais e sofrimentos são irrelevantes para ele. Finalmente, é espiritualmente feliz porque vive próximo de Deus.
O neoestoicismo teve uma influência directa em escritores dos séculos XVII e XVIII, incluindo Montesquieu, Bossuet, Francis Bacon, Joseph Hall, Francisco de Quevedo e Juan de Vera y Figueroa. A obra de Guillaume du Vair, Traité de la Constance (1594), foi outra influência importante no neoestoicismo, mas enquanto que Lípsio baseou o seu estoicismo na obra de Séneca, du Vair enfatizou o pensamento estoico de Epiteto.
O pintor Peter Paul Rubens foi discípulo e amigo de Lípsio, e existe uma pintura de Rubens, actualmente no Palácio Pitti, que mostra Rubens ao lado de Lípsio, enquanto ele ensina dois estudantes que estão sentados à sua frente.
A New Stoicism, obra de Lawrence C. Becker é uma visão secularista de como o estoicismo teria evoluído se tivesse tido uma história contínua até aos nossos dias.